# Karolina Bącela-Spychalska
Karolina Bącela-Spychalska – polska zoolożka, profesor nauk biologicznych.

## Życiorys
Uzyskała tytuł magistra biologii na Uniwersytecie Łódzkim w 2003 roku. Stopień doktora nauk biologicznych uzyskała tamże w 2007 roku. Habilitowała się tamże w dziedzinie biologii w 2015 roku. Uzyskała tytuł profesora nauk biologicznych w 2023 roku.
Od 2009 roku pracuje na Uniwersytecie Łódzkim w Katedrze Zoologii Bezkręgowców i Hydrobiologii.
Brała udział w organizowaniu pomocy dla Ukrainy w 2023 roku.

## Dorobek naukowy
Zajmuje się problematyką utraty różnorodności biologicznej, a zwłaszcza gatunkami inwazyjnymi oraz wpływem działalności człowieka na te zjawiska. Prowadzi badania nad obunogami. Redaguje teksty dla czasopism naukowych: „Aquatic Invasions” oraz „BioInvasions Records”. Brała udział w międzynarodowym projekcie ECOPOND.

### Publikacje (wybór)
- Cryptic diversity and mtDNA phylogeography of the invasive demon shrimp, Dikerogammarus haemobaphes (Eichwald, 1841), in Europe (2020)[6]
- Further steps of Cryptorchestia garbinii invasion in Polish inland waters with insights into its molecular diversity in Central and Western Europe (2020)[7]
- Successful post-glacial colonization of Europe by single lineage of freshwater amphipod from its Pannonian Plio-Pleistocene diversification hotspot (2020)[8]
- What doesn’t kill you doesn’t make you stronger: parasites modify interference competition between two invasive amphipods (2021)[9]
- Wide geographic distribution of overlooked parasites: Rare Microsporidia in Gammarus balcanicus, a species complex with a high rate of endemism (2021)[10]
- Histopathological survey for parasite groups in Gammarus varsoviensis (2022)[11]